# Diecezjalny Instytut Muzyki Kościelnej w Łomży

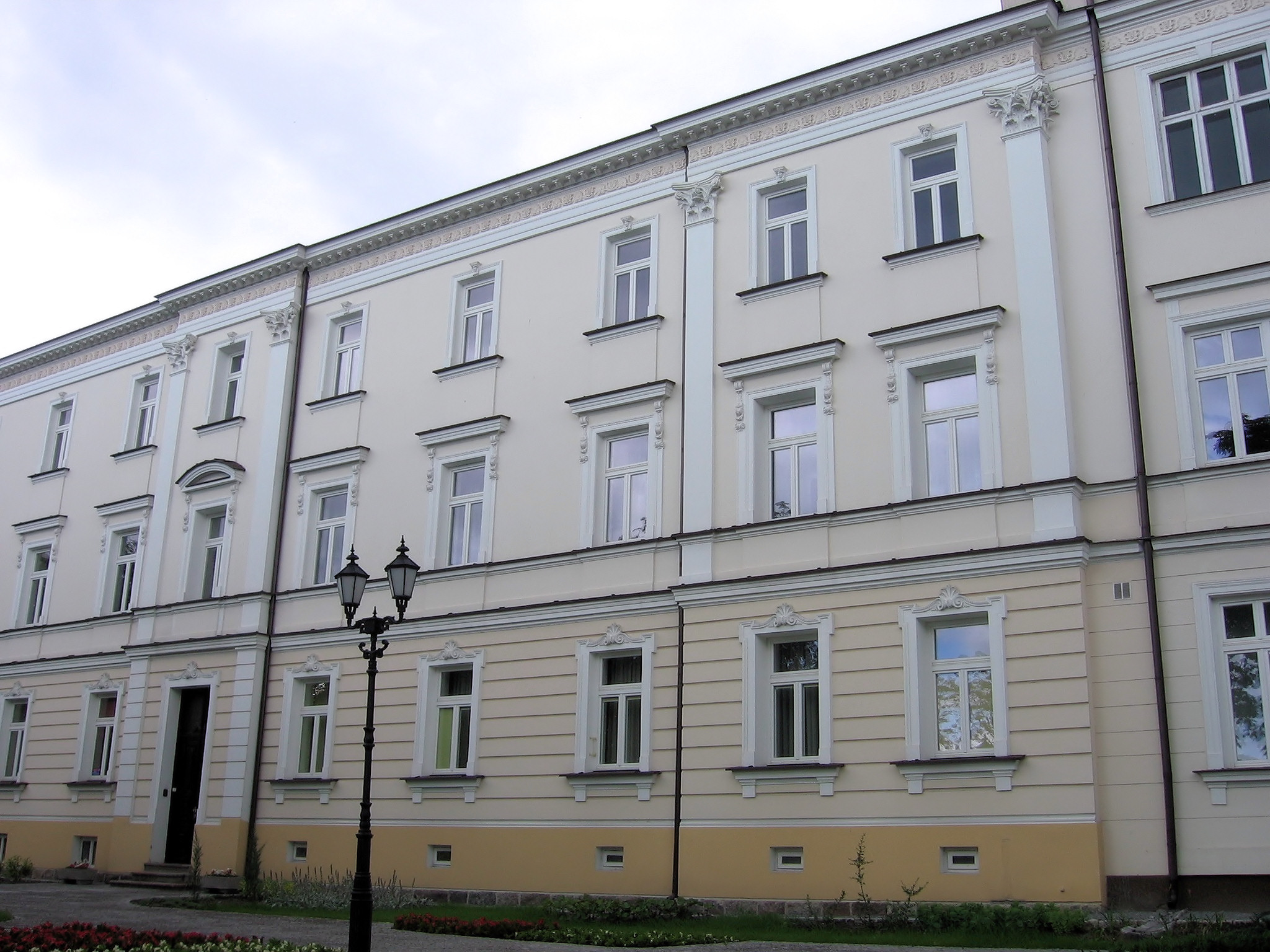
Diecezjalny Instytut Muzyki Kościelnej w Łomży

Diecezjalny Instytut Muzyki Kościelnej w Łomży (DIMK) – został powołany 1 września 2014 roku przez biskupa łomżyńskiego Janusza Stepnowskiego. Jego działalność jest kontynuacją Diecezjalnego Instytutu Organistowskiego utworzonego we wrześniu 1971 roku z inicjatywy biskupa Mikołaja Sasinowskiego. Siedziba DIMK – u znajduje się w gmachu Wyższego Seminarium Duchownego w Łomży. Celem Instytutu jest kształcenie muzyków kościelnych, ze szczególnym uwzględnieniem organistów.

## Wykładowcy[2]
- ks. mgr lic. Kazimierz Jan Ostrowski
- ks. inf. dr Jan Sołowianiuk
- ks. mgr lic. Artur Szurawski
- mgr Sebastian Tomasz Adamczyk
- dr Grzegorz Żak
- mgr Karolina Beata Kaczmarska
- mgr Robert Kulesza
- lic. Romuald Milewski
- mgr Adam Tański[3]
- mgr Andrzej Żera

## Pracownicy
- mgr. Piotr Zduńczyk
- mgr. Marta Ostrowska
- mgr. Sebastian Tomasz Adamczyk

## Przedmioty uczelniane[4]
- Zasady muzyki
- Kształcenie słuchu
- Liturgika
- Śpiew liturgiczny
- Emisja głosu
- Harmonia teoretyczna
- Chorał gregoriański
- Historia muzyki
- Muzyka liturgiczna
- Formy muzyczne
- Organoznawstwo
- Improwizacja organowa
- Dyrygentura chóralna
- Literatura organowa
- Harmonia modalna

## Program nauczania
Program nauczania realizowany jest w cyklu pięcioletnim, a jego zakres obejmuje przedmioty teoretyczne i praktyczne.

## Warunki przyjęcia do Instytutu[5]
Warunkiem przyjęcia jest posiadanie wrodzonych predyspozycji muzycznych dotyczących słuchu muzycznego oraz poczucia rytmu. Egzamin kwalifikacyjny obejmuje wokalne wykonanie dowolnej pieśni kościelnej, powtórzenie podanego schmetu rytmicznego i melodycznego. Dokumenty wymagane od kandydata:
- Podanie
- Życiorys
- Opinia proboszcza o kandydacie
- Ewentualne świadectwo ukończenia szkoły muzycznej
- Trzy zdjęcia dyplomowe

## Instrumenty[6]
Organy – wybudowała założona w 1876 roku firma J.H. Jørgensen z Oslo. Instrument został zamontowany na obecnym miejscu w 2015 roku przez Krzysztofa Grygowicza.

### Właściwości
- Liczba głosów – 10
- Liczba klawiatur – 2+P
- Traktura gry – mechaniczna
- Traktura rejestrów – mechaniczna

### Dyspozycja Instrumentu
| Manuał I        | Manuał II        | Pedał          |
| --------------- | ---------------- | -------------- |
| 1. Rörflöyte 8′ | 1. Gedackt 8′    | 1. Subbass 16′ |
| 2. Principal 4′ | 2. Spissgamba 8′ |                |
| 3. Blockfl. 2′  | 3. Metallfl. 4′  |                |
| 4. Mixtur 2f.   | 4. Principal 2′  |                |
|                 | 5. Kvintatön 2′  |                |